# Antoine Volodine
Antoine Volodine (Chalon-sur-Saône, 1950) è uno scrittore francese.

## Biografia
Di origini russe, esordisce nel 1985 con Biographie comparée de Jorian Murgrave, un romanzo che lo inserisce subito tra i nomi più noti della fantascienza. Per qualche anno continua a muoversi in questo genere, pubblicando romanzi dagli accenti celiniani nella prestigiosa collana di fantascienza «Présence du futur». Nel 1987 riceve il Grand Prix de l'Imaginaire con Rituel du mépris. Nello stesso anno, partecipa alla raccolta Malgré le monde del groupe Limite, con Emmanuel Jouanne e Francis Berthelot.
Dal 1990, in seguito all'incomprensione critica della raccolta, Antoine Volodine abbandona la fantascienza per lanciare il concetto di «letteratura post-esotista», corrente letteraria animata da una fusione tra realtà e fantasia, scarto onirico e tensione politica. Vicini all'opera di Daniela Hodrová e ossessionati dal Tibet, i suoi romanzi - avanguardisti e mostrano un mondo in disfacimento - sono pubblicati sotto la firma di numerosi pseudonimi, tra cui Manuela Draeger e Lutz Bassman.
Con Des anges mineurs riceve il Prix Wepler e il Prix du Livre Inter nel 2000. I suoi primi quattro romanzi sono stati ripubblicati in un solo volume nel 2003. Volodine ha anche tradotto alcune opere di Alexandre Ikonnikov e di Maria Soudaïeva.
Tra i romanzi tradotti in italiano, si ricordano Scrittori (Clichy, 2013), Undici sogni neri (Clichy, 2013), Angeli minori (L'orma editore, 2016) e Terminus radioso (66thand2nd, 2016), a cui seguono, pubblicati sempre dalla medesima casa editrice, Il post-esotismo in dieci lezioni, lezione undicesima (2017) e Gli animali che amiamo (2017).

## Opere
- Biographie comparée de Jorian Murgrave, Denoël, «Présence du Futur», 1985
- Un Navire de nulle part, Denoël, «Présence du Futur», 1986
- Rituel du mépris, Denoël, «Présence du Futur», 1986 (Grand Prix de la Science-Fiction Française 1987). Tradotto in italiano con il titolo Liturgia del disprezzo, 66thand2nd , 2024
- Des enfers fabuleux, Denoël, «Présence du Futur», 1988
- Lisbonne, dernière marge, Minuit, 1990. Tradotto in italiano con il titolo Lisbona, ultima frontiera, Clichy, 2017
- Alto Solo, Minuit, 1991
- Le Nom des singes, Minuit, 1994
- Le Port intérieur, Minuit, 1996
- Nuit blanche en Balkhyrie, Gallimard, 1997
- Vue sur l'ossuaire, Gallimard, 1998
- Le Post-exotisme en dix leçons, leçon onze, Gallimard, 1998. Tradotto in italiano da Anna D'Elia con il titolo Il post-esotismo in dieci lezioni, lezione undicesima, 66thand2nd, 2017
- Des anges mineurs, Seuil, Fiction & Cie, 1999 (Prix Wepler 1999, Prix du Livre Inter 2000). Tradotto in italiano con il titolo Angeli minori, L'orma editore, 2016
- Dondog, Seuil, Fiction & Cie, 2002
- Bardo or not Bardo, Seuil, Fiction & Cie, 2004
- Nos animaux préférés: Entrevoûtes, Seuil, Fiction & Cie, 2006. Tradotto in italiano da Anna D'Elia con il titolo “Gli animali che amiamo”, 66thand2nd, 2017
- Écrivains, Fiction & Cie, Seuil, 2010. Tradotto in italiano con il titolo Scrittori, Clichy, 2013.
- Onze rêves de suie, L'Olivier, 2010 (pubblicato con lo pseudonimo di Manuela Draeger). Tradotto in italiano con il titolo Undici sogni neri, Clichy, 2013.
- Songes de Mevlido, Seuil, 2013.Tradotto in italiano da Anna D'Elia con il titolo Sogni di Mevlidò, 66thand2nd, 2018
- Terminus radieux, Seuil, Fictions & Cie, 2014 (Prix Médicis 2014). Tradotto in italiano da Anna D'Elia con il titolo Terminus radioso, 66thand2nd, 2016.
- Frères Sorcières, Seuil, 2019. Tradotto in italiano da Anna D'Elia con il titolo Streghe fraterne, 66thand2nd, 2021
- Les filles de Monroe, Seuil, 2021. Tradotto in italiano da Anna D'Elia con il titolo Le ragazze Monroe, 66thand2nd, 2023